# 1380 Volodia
Az 1380 Volodia (ideiglenes jelöléssel 1936 FM) a Naprendszer kisbolygóövében található aszteroida. Louis Boyer fedezte fel 1936. március 16-án, Algírban.